# Государственный архив новейшей истории Новгородской области
Государственное областное казённое учреждение «Государственный архив новейшей истории Новгородской области» — областное архивное учреждение, которое осуществляет комплектование, учёт, хранение и использование архивных документов по истории Новгородской области за период ХХ — начала XXI века.

## История архива
Дата основания Государственного архива новейшей истории Новгородской области — 14 июня 1946 года. В этот день было принято решение бюро Новгородского областного комитета (обкома) ВКП(б) об организации областного партийного архива. В архив должны были поступить документы партийных и комсомольских органов и организаций Новгородской области, в том числе находившиеся в Ленинградском партархиве и других архивах.
Ранее собиранием и изучением историко-революционных документов в Новгородской губернии занималась комиссия для собирания и изучения материалов по истории Октябрьской революции и истории РКП (истпарт). 1 ноября 1921 года Новгородский губернский комитет (губком) РКП(б) утвердил губернское бюро истпарта, находившееся в непосредственном ведении губкома на правах отдела. Свою главную задачу бюро истпарта видело в организации архивного дела в губернии, «в изучении намеченных к обследованию архивов»: как дореволюционных, так и созданных после 1917 года. В письме в губком РКП(б) от 10 июля 1924 года отмечалось, что «архивов за 1917—1918 гг. вовсе не имеется, а принят архив губкома РКП(б) с 1919 г. По имеющимся у нас сведениям архивы до 1919 г. частью сгорели, а частью были расхищены в старом помещении губкома на Буяновской улице, и в настоящее время бюро истпарта частями собирает отдельные документы архивов 1917 и 1918 гг., попадающиеся в разных местах города и вне его».
В 1927 году Новгородская губерния была ликвидирована, ее территория стала частью Ленинградской области. 13 декабря 1929 года по решению секретариата Ленинградского обкома ВКП(б) было создано Ленинградское отделение Единого партийного архива (с 1940 года — партийный архив Ленинградского обкома ВКП(б)) «с концентрацией архивов партийных, комсомольских и фракций ВКП(б) разных учреждений в Ленинграде и области». Все архивные документы, созданные в деятельности организаций ВКП(б) и ВЛКСМ на территории будущей Новгородской области, до 1944 года поступали в Ленинградский партархив.
Партархив Новгородского обкома ВКП(б) фактически приступил к работе в апреле 1947 года, когда в помещение, выделенное в здании бывшего педагогического техникума в Кремле, началось поступление единиц хранения из Ленинградского партархива. С 1948 года архив начал комплектоваться документами областных, районных и городских организаций ВКП(б) и ВЛКСМ. В 1958 году архив принял дела из бывшего партархива Великолукского обкома КПСС в связи с передачей в состав Новгородской области Холмского района.
С 1959 года архив находился в здании бывших Митрополичьих покоев в Кремле. В мае 1981 года партархив Новгородского обкома КПСС был переведён в новое, специально для него построенное здание по адресу: Десятинная ул., 6.
Согласно Указу Президента РСФСР от 24 августа 1991 года № 83 «О партийных архивах» архивы КПСС были переданы в ведение государственных архивных органов РСФСР. 28 августа 1991 года была создана межведомственная комиссия для приёма-передачи дел бывшего партархива обкома КП РСФСР вместе с занимаемым зданием, штатной численностью и фондом оплаты труда. Бывший партархив был сначала преобразован в архивохранилище № 3 Государственного архива Новгородской области, а 12 декабря 1991 года согласно постановлению Администрации Новгородской области на базе бывшего партийного архива был образован Новгородский областной архив новейшей политической истории (НОАНПИ).
22 декабря 1993 года по распоряжению Администрации Новгородской области НОАНПИ был переименован в Государственный архив новейшей политической истории Новгородской области (ГАНПИНО). Согласно приказу начальника архивного управления области от 7 октября 2002 года архив переименован в Государственный архив новейшей истории Новгородской области (ГАНИНО).
С участием архива вышли сборники очерков «На земле Новгородской» (1970 год), «Очерки истории Новгородской организации КПСС» (1983 год), сборник документов и материалов «Установление и упрочение Советской власти в Новгородской губернии 1917—1918 гг.» (1989 год), сборник документов и воспоминаний «Новгородские партизаны. Партизанское движение на Новгородской земле в 1941—1944 гг.» (2001 год), четыре сборника документов «Новгородская земля в эпоху социальных потрясений. 1918—1956 гг.» (2006—2009 годы) и другие издания.
С 1994 года в архиве осуществляется рассекречивание архивных документов. В 2000 году в состав архива вошла рабочая группа общественной редакционной коллегии Новгородской областной книги Памяти (с 2017 года — сектор публикаций и издания Новгородской областной книги Памяти отдела использования документов ГАНИНО). С 2005 года на базе архива выходит книга «Солдаты Победы. Ветераны Великой Отечественной войны 1941—1945 гг.»), сектор также участвует в подготовке сборников и справочно-биографических изданий военно-краеведческой тематики.
В 1996 году был впервые издан краткий справочник по фондам ГАНПИНО, в 2009 году — путеводитель по фондам ГАНИНО. На 1 января 2019 года система научно-справочного аппарата архива включает базы данных ПИК «Архивный фонд» и «КАИСА-Архив»; 4693 архивных описей дел; обзоры документов; фотокаталог; картотеки; именной указатель номенклатурных работников Новгородского обкома КП РСФСР; перечни вопросов, рассмотренных на пленумах, заседаниях бюро, секретариата, партийно-хозяйственного актива партийных и комсомольских органов и организаций за 1925—1992 годы.
С 2018 года архивные описи и документы ГАНИНО размещаются в базе данных «Электронный каталог государственных архивов Новгородской области» — http://gano.altsoft.spb.ru/

## Состав фондов архива
На 1 января 2019 года в архиве находятся 2586 фондов. Общее количество единиц хранения — 454058.
В составе фондов архива отложились документы, созданные в процессе деятельности партийных и комсомольских органов и организаций Новгородской губернии, Новгородской области за 1917—1991 годы. В архиве находятся фонды истпарта, местных комитетов партии и комсомола всех уровней, первичных партийных организаций, личные дела по приёму в члены КПСС, персональные дела коммунистов.
Большой интерес для исследователей представляют воспоминания участников революции, Гражданской войны, Великой Отечественной войны, протоколы и стенограммы заседаний органов партии и комсомола, переписка с центральными и местными органами власти, отчеты и доклады о политическом, социальном, культурном состоянии региона, уездов и районов, материалы о партизанских бригадах и отрядах, действовавших на новгородской земле, злодеяниях немецко-фашистских захватчиков, восстановлении народного хозяйства Новгородской области в послевоенные годы, развитии промышленности, сельского хозяйства, транспорта, капитальном строительстве, создании и реконструкции промышленных предприятий, перестройке в партии и стране в 1980—1990-е годы, документы по истории молодежного движения в советский период.
С 1994 года в архив поступают документы политических партий, общественно-политических движений, общественных организаций ветеранского, патриотического и гражданского направлений, молодежных и детских организаций, зарегистрированных на территории Новгородской области. С 2005 года в список источников комплектования архива входят Администрация (с 2013 года — Правительство) Новгородской области, Новгородская областная Дума, органы исполнительной власти области, органы суда, прокуратуры, таможенной службы и др. Свои документы в архив также передаёт ряд негосударственных организаций.
В ГАНИНО создано 24 фонда личного происхождения: писателей Д. М. Балашова, Л. И. Воробьёва, Б. С. Романова, И. В. Собакиной, журналистов В. П. Молоткова, А. М. Тэммо, В. Е. Шайковского, депутатов высших органов законодательной власти СССР и России, председателя областного суда Н. К. Шванюкова и других известных новгородцев.

## Деятельность архива
Государственный архив новейшей истории Новгородской области осуществляет деятельность по комплектованию фондов, хранению, учёту, использованию архивных документов.
В настоящее время архив работает с 172 организациями-источниками комплектования, в том числе органами государственной власти, государственными учреждениями и частными предприятиями.
В ГАНИНО находятся 6 архивохранилищ, созданы условия для обеспечения сохранности аудиовизуальных документов. Архив работает с обращениями граждан, исполняет социально-правовые и тематические запросы. Для самостоятельного исследования документов в архиве оборудован читальный зал.
Также ГАНИНО осуществляет научную, публикационную и экспозиционно-выставочную деятельность. С 2012 года на сайте архивной службы Новгородской области размещаются виртуальные историко-документальные выставки по документам ГАНИНО.
Ежегодно в архиве проходят практику студенты Гуманитарного института Новгородского государственного университета имени Ярослава Мудрого, специализирующиеся на изучении истории.
Согласно Положению о порядке выполнения работ и оказания услуг на платной основе государственным областным казенным учреждением «Государственный архив новейшей истории Новгородской области» архив оказывает платные услуги по временному хранению документов организаций и граждан, досрочному приёму документов на постоянное хранение, упорядочению документов, выявлению информации и составлению ответов на тематические запросы, организации экскурсий, изготовлению копий архивных документов и печатных изданий, оказанию методической помощи по вопросам архивного дела и делопроизводства и др.

## Известные фондообразователи
- Дмитрий Михайлович Балашов (1927—2000) — советский и российский писатель, фольклорист, Почетный гражданин Великого Новгорода, заслуженный работник культуры РСФСР, кандидат филологических наук, автор серии романов «Государи московские»[18].
- Леонид Иванович Воробьёв (1932—1967) — советский писатель, журналист, один из создателей Новгородской областной писательской организации.
- Станислав Германович Десятсков (1936—2013) — советский и российский писатель, историк, заслуженный работник культуры Российской Федерации, доктор исторических наук.
- Илья Иосифович Кушнир (1921—1997) — архитектор, историк, журналист, главный архитектор города Новгорода.
- Борис Степанович Романов (1936—1998) — советский и российский писатель, ответственный секретарь Мурманской областной писательской организации, ответственный секретарь и председатель Новгородской областной писательской организации, первый секретарь Союза писателей России[19].
- Николай Иванович Орлов (1927—1980) — организатор и участник поискового движения в Новгородской области, командир поискового отряда «Сокол»[20].